# Ruy Gonzáles de Clavijo
Ruy Gonzáles de Clavijo (umro 4. travnja 1412.), veleposlanik i putopisac u službi španjolskog kralja Henrika III. Kastiljskog. Godine 1403. započinje veliko putovanje Azijom, a krajnje odredište bio je Timurov dvor u Samarkandu (današnji Uzbekistan). Njegova politička misija u prijestolnici Timuridskog Carstva završila je neuspjehom jer je Timur umro 1404. godine zbog čega Claviju nije bilo dozvoljeno poslati pismo kralju, no njegovi detaljni opisi smatraju se važnim europskim izvorom u proučavanju orijentalnih kultura kasnog srednjeg vijeka. Njegov putopis Embajada a Tamorlán izdan je u Španjolskog 1582. godine, a prvi se engleski prijevod pojavio 1859. zahvaljujući C. R. Markhamu iz londonskog društva Hakluyt.

## Suvremena izdanja
- (šp.) La embajada a Tamorlán (urednik: Francisco López Estrada), Madrid: Castalia, 1999.
- (engl.) Embassy to Tamerlane (prevoditelj: G. Le Strange), London 1928.

## Vanjske poveznice
- (engl.) Puni prijevod Clavijovih putovanja (C. R. Markham)